# Дмитровский союз кооперативов
Дмитровский Союз кооперативов (до 1918 г. — Союз дмитровских кооперативов) — объединение кооперативов Дмитровского уезда в 1915—1920 гг. Играл важную роль в экономической, общественной и культурной жизни города Дмитрова и уезда.

## Создание
В 1893 г. уездным земством был организован сельхозсклад, для продажи крестьянским товариществам в рассрочку для совместного пользования сельскохозяйственного инвентаря. С этого начинается история кооперативного движения в уезде. В 1890-е гг. повсеместно в Дмитровском уезде возникают товарищества, основанные на кооперативных принципах организации. В 1902 г. было организовано Дмитровское городское общество потребителей, учредителем которого был граф Михаил Адамович Олсуфьев, а инициатива организации кооператива исходила от служащих уездного земства, среди которых выделялись М. Н. Котов, Ф. П. Тимофеев, Н. И. Башкиров и другие. В том же году Обществом была открыта лавка. После 1905 г. потребительские товарищества создаются на многих предприятиях уезда, в том числе на фабрике Товарищества Покровской мануфактуры. В августе 1914 г. на совещании кооперативов при земской управе была создана Комиссия дмитровских кооперативов по посредничеству, а 16 (29) августа 1915 г. принято постановление Комиссии дмитровских кооперативов по посредничеству о скорейшем учреждении Союза дмитровских кооперативов. 24 октября (6 ноября) 1915 г. был подписан договор Союза дмитровских кооперативов, а на следующий день состоялось Учредительное собрание Союза, в который вошли 22 кредитных товарищества, 21 потребительское общество, 3 молочных товарищества, 3 кустарные артели и 1 сельскохозяйственное общество. Председателем Союза был избран Малолетенков, заместителем А.И. Байдин — оба уездные агрономы.

## Экономическая деятельность
На 1 января 1918 г. Союз объединял более 180 кооперативов различных форм, выполняя посреднические и организационные функции при закупке и продаже товаров. Деятельность Союза в той или иной степени затрагивала жизнь большинства сельского населения Дмитровского уезда. Известность среди кооперативной общественности России получила деятельность Рогачевского и Гришинского обществ потребителей, входивших в состав Союза. Кроме того, Дмитровский Союз кооперативов охватил своей деятельностью Калязинский уезд Тверской губернии и Александровский уезд Владимирской губернии. Союз имел свои конторы в Москве, Дмитрове, Сергиевом Посаде, Талдоме, Савёлове и «уполномоченных» по дальним закупкам на юге и юго-востоке страны.
Открытие в 1916 г. конторы Союза дмитровских кооперативов в Талдоме привело к росту в городе и округе обществ потребителей и кредитных товариществ. На 1 января 1917 года их было уже 29, что побудило руководство Союза в мае 1917 года открыть Талдомское отделение. С мая 1917 года по 1 января 1918 года в округе Талдома возникло ещё 11 потребительских обществ 

## Общественная и политическая деятельность
Деятельность Союза дмитровских кооперативов в первые годы его существования нашла поддержку среди жителей Дмитрова и уезда. Не удивительно, что после Февральской революции 1917 г. представители Союза (преимущественно эсеры и кадеты) приняли активное участие в формировании новых институтов власти в уезде, тяготея к созданному 3 марта 1917 г. и возглавляемому князем М.А. Гагариным Уездному Комитету общественных организаций. Весной—летом 1918 г. члены кооперативных организаций уезда — Дмитровского общества потребителей и Союза кооперативов вошли в организованную представителями Дмитровского городского и уездного Советов продовольственную комиссию. Опыт кооператоров уезда оказался востребован новой властью в условиях надвигавшегося голода.

## Просветительская деятельность
Одним из структурных подразделений Союза был неторговый отдел, находившийся при Дмитровской конторе, и призванный «объединить всю просветительскую работу земства, Союза и кооперативов, содействовать возникновению местных культурно-просветительных организаций и помогать работе уже существующих, чтобы вся просветительная работа была основана на самодеятельности и взаимопомощи крестьянства». Первоначально неторговый отдел возглавил А. И. Байдин, агроном, земский служащий, краевед, осенью 1917 г. ставший гражданским комиссаром Дмитровского уезда, а в его состав входили такие известные не только в уезде, но и во всей России люди, как «отец» дмитровской потребительской кооперации М. А. Олсуфьев и активный деятель первого городского потребительского общества О. Д. Милютина. Традиционными формами культурно-просветительской деятельности кооперативов, используемыми и в Дмитровском уезде, были создаваемые на средства Союза народные дома, действовавшие при них культурно-просветительские общества, драматические и иные кружки и кооперативные чайные, которые обычно имели сцену и комнату под библиотеку. Всего в уезде предполагалось открыть 8 народных домов и 6 чайных. Отдел брал на себя и исполнение поручений по выписке газет, журналов, подборку справочных библиотек для правлений кооперативов. С развитием отделов, как торгового, так и неторгового, с увеличением его членов-кооперативов с разнообразной их деятельностью, у Союза возникла потребность в печатном материале. 13 (26) сентября 1917 г. Союз купил типографию у Н. А. Вашкевича, который потом ею и заведовал. Издаётся в 1918—1919 гг. печатный орган Союза — «Дмитровский вестник». В 1918 г. была открыта центральная библиотека Союза кооперативов (в фондах библиотеки было около 4 тысяч книг и брошюр по кооперации, земским вопросам, сельскому хозяйству, экономическим и общественным наукам). Союз имел свой театральный и книжный склады. Была организована комиссия по краеведению, осенью 1917 г. преобразованная в Общество изучения Дмитровского края. После Революции, в руководимом Н. Д. Шаховской неторговом отделе, трудились в будущем известный советский историк М. Н. Тихомиров (работал инструктором) и учёный и писатель М. В. Муратов (заведовал складом Союза), которые, наряду с П. А. Кропоткиным, сыграли важную роль в создании и становлении Дмитровского музея (ставшего развитием идеи кооперативного музея Союза и включившего в свою первую экспозицию раздел «Местная кооперация»), находившегося на содержании Союза до 1920 г., когда Дмитровский Союз кооперативов, прекратил своё существование, войдя в структуру Губернского продовольственного комитета.

## П.А. Кропоткин и Дмитровский Союз кооперативов
Петр Алексеевич Кропоткин, будучи убеждённым сторонником развития кооперативного движения в России, после своего переезда в Дмитров в мае 1918 г. активно сотрудничал с Дмитровским Союзом кооперативов. Первый же визит по приезде в город он нанес в только что организовавшийся при Союзе музей. Дмитровские кооператоры вскоре стали частыми гостями в его доме, а в декабре 1918 г. он впервые появился на собрании уполномоченных Союза. "Все собрание дружно встало, приветствуя его, — пишет один из членов Союза кооператоров, близкий знакомый Кропоткина Василий Андрианович Рыжов. — Вероятно, не многие из уполномоченных-крестьян знали его имя раньше. Но его преклонные годы, большой жизненный опыт, искренность и теплота его слов сразу завоевали глубокое к нему уважение". Пётр Алексеевич был настоящим другом дмитровских кооператоров, которые всячески поддерживали семью Кропоткиных. Однажды собрание членов одного сельского кооператива Дмитровского уезда постановило поднести Петру Алексеевичу артельный подарок — два фунта меда со своей пасеки. Позже кооператоры подарили им петуха и нескольких кур. П.А. Кропоткин был читателем библиотеки Союза кооперативов — только в 1919 г. ему была выдана 741 книга из фондов библиотеки. Вопрос о преследовании дмитровских кооператоров местными властями был поднят Кропоткиным во время разговора с В.И. Лениным в мае 1919 г.. 14 ноября 1920 г., всего лишь за неделю до ликвидации Союза и ареста ряда деятелей кооперативного движения уезда, на посвящённом юбилею Дмитровского Союза кооперативов заседании, состоялось последнее публичное выступление Петра Алексеевича Кропоткина.

## Известные личности, работавшие в Союзе или сотрудничавшие с ним
- Ильин Ростислав Сергеевич — геолог, почвовед.
- Кропоткин Пётр Алексеевич — учёный, общественный деятель.
- Олсуфьев Михаил Адамович — деятель земского движения, член Государственного Совета.
- Тихомиров Михаил Николаевич — историк.
- Шаховская Анна Дмитриевна — геолог.
- Шаховская-Шик Наталия Дмитриевна — писательница.